# マクセル

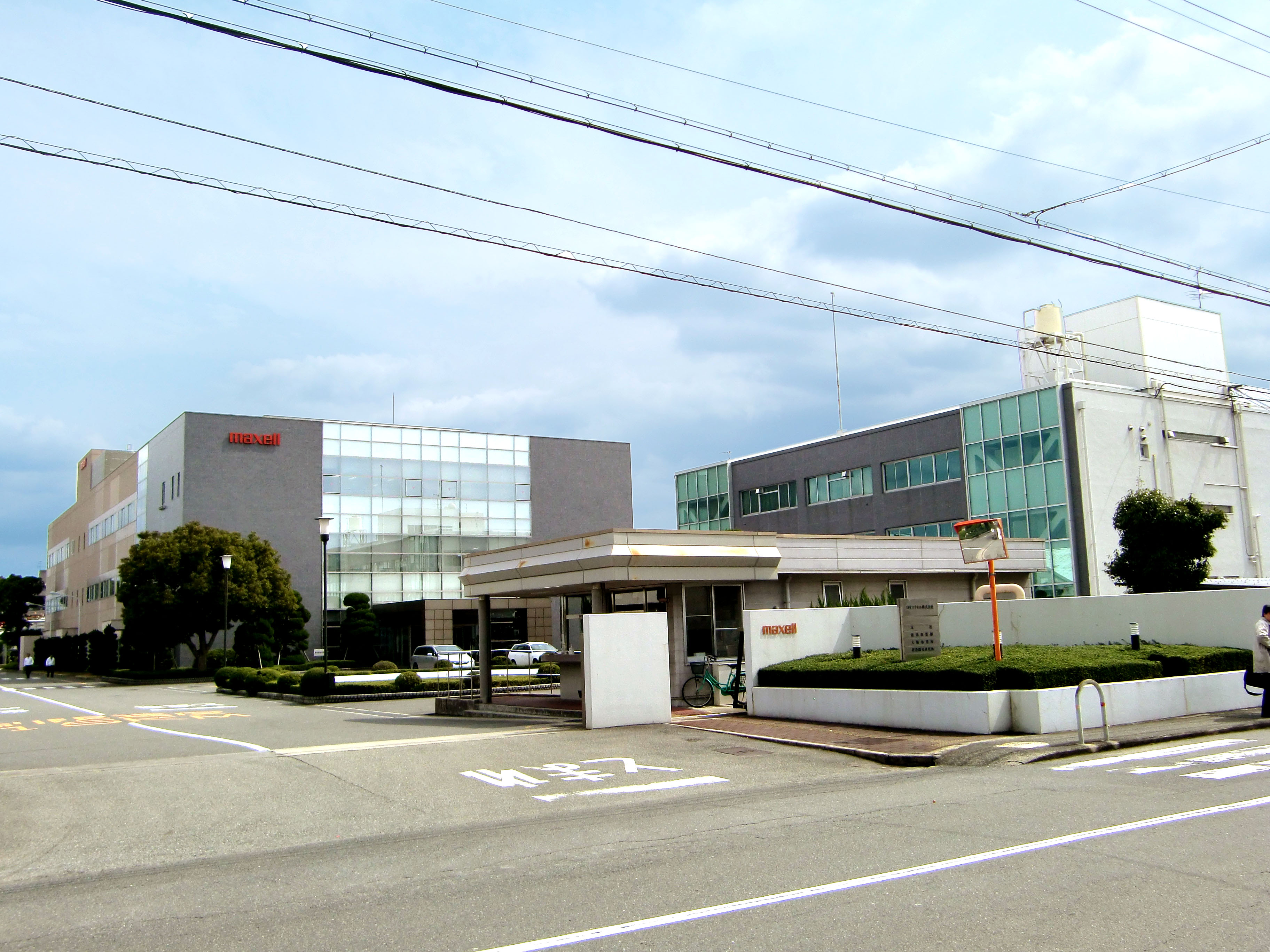
日立マクセル時代の本店（2010年、大阪府茨木市）

マクセル株式会社（英: Maxell, Ltd.）は、東京都港区に本社を置く、電池・磁気テープ・光学部品・理美容・健康・医療などの製造および販売、CDやDVDなどの光ディスクの販売を行う日本の企業。マクセルグループの中核企業である。ブランドタグラインは「Within, the Future」。
旧社名は日立マクセル株式会社（ひたちマクセル、英: Hitachi Maxell, Ltd.）で、日立グループの一社だった。

## 概要
当時日立グループだった日東電工（現在は独立）が、1961年に乾電池・磁気テープ事業から撤退するのに先立ち、受け皿として1960年に設立された企業である。2015年5月までは母体の日東電工と同じ大阪府茨木市に本社を置いていた（日東電工は2006年に大阪市北区へ移転した）。
記録メディアと電池を中心とした電気機器メーカーで、微粒子材料をセパレータやフィルムに付着させる技術から、乾電池や磁気テープが生まれたといわれる。音楽用オープンリールテープ、および音楽用カセットテープが有名だが、もともとフィリップスが提案した磁気テープの規格であるコンパクトカセットを日本初で製品化し、1966年7月に発売を開始したことから始まる。電池ではアルカリマンガン乾電池や酸化銀電池を日本初でそれぞれ製品化している。過去には、記憶メディア部門はTDKやソニー、乾電池部門はパナソニック オートモーティブ&インダストリアルシステムズ社とのシェア争いが熾烈を極めた時期もあったが、現在の部門別売上高ではそれぞれ後塵を拝している。
社名の「マクセル」は乾電池のブランド名「MAXELL」（Maximum Capacity Dry Cell=最高の性能を持った乾電池）から。
1980年代から1990年代末までは、個人用途（民生品）のカセットテープやミニディスクのブランクメディア商品のテレビCMで、ミリオンセラーを達成した有名アーティストの楽曲をタイアップにした作品が放送されていた事でも知られる。
設立の経緯から日立グループに属し、共同で材料の調達や、日立製作所へOEMで製品の供給も行っていた。しかし営業面では、マクセルの主力分野が乾電池や磁気テープ、光ディスクであることからも判るように、他の日立グループの企業とはやや独立した活動を行っている面があった。
当社は委員会等設置会社だったが、上場廃止および100%子会社化の際に監査役設置会社に戻っている。また、2011年4月に事業再編により電池事業を日立製作所完全子会社の日立マクセルエナジーに移管したため、当社の社名の由来である電池事業は一部の製品の販売が残るのみとなっていたが、2013年1月に吸収合併したため、両社で一時期分担して手掛けていた電池事業に関する一切の事業を再び担うこととなった。
また、経済産業省によって2018年度の健康経営優良法人（ホワイト500）に、2020年度から2024年度の健康経営優良法人に認定されている。

### 日立製作所による完全子会社化
2009年（平成21年）7月に日立製作所が「社会イノベーション事業の強化」と称して、上場している日立グループ5社を順次株式公開買付け（TOB）と株式交換方式で完全子会社化させる方針を決定。このうちマクセルについては電池事業などで日立製作所の社会インフラ部門とのシナジー効果を期待する点が挙げられた。2009年（平成21年）8月から10月上旬にかけてTOBが実施されたが全株取得には至らなかったため、2010年（平成22年）4月1日に簡易方式での株式交換を実施し、完全子会社化される事が2010年（平成22年）1月に発表された。これに伴い、株式交換の効力発生日前の2010年（平成22年）3月29日に上場廃止され、一般株主が保有する日立マクセル株は日立製作所の株式に1:5.66の比率で交換された。

### 再上場、日立グループからの独立と持株会社化
2014年3月18日、迅速な経営判断を行えるようにするため東京証券取引所に再上場した。再上場と同時に、日立製作所は保有株の大半を売却、出資比率を33.3 %に引き下げた。
2017年3月21日には、日立製作所がさらに保有する株式を売却すると発表、出資比率を14.76 %に引き下げ持分法の適用外となり、日立グループから独立した。また、マクセル自体も同月17日に会社分割による持株会社体制への移行を検討すると発表、同年10月1日に移行するとともに、商号も日立からの独立を明確にする意味合いからマクセルホールディングス株式会社に変更した。事業自体は、マクセル株式会社、マクセル情映テック株式会社（2017年10月1日付で日立情映テックから商号変更、現：マクセルフロンティア）、マクセルシステムテックがそれぞれ継承する。

### 再び事業会社へ
2021年10月1日を効力発行日として、持株会社であるマクセルホールディングス株式会社を存続会社、主要事業会社（完全子会社）であるマクセル株式会社を消滅会社とする吸収合併を行い、合併後の称号をマクセル株式会社とした。東京証券取引所のおける銘柄略称もマクセルHDからマクセルへ変更となり、従来存在したマクセル株式会社は設立からわずか4年で解散した。

## 沿革
- 1960年（昭和35年）9月3日 - マクセル電気工業株式会社として設立。
- 1961年（昭和36年） - 日東電工より乾電池、磁気テープ事業を譲受し、操業開始。
- 1963年（昭和38年） - 国産として初めてアルカリ乾電池を製造。
- 1964年（昭和39年） - 日立製作所の子会社となり、日立マクセル株式会社に商号変更。営業本部を東京に設置。
- 1966年（昭和41年） - 国産として初めてコンパクトカセットテープ（「C-60」）を商品化し、同年7月に発売開始[15][注釈 1]。
- 1968年（昭和43年） - マクセル精器株式会社を設立。
- 1969年（昭和44年） - 米国に販売拠点「Maxell Corporation of America」を設立。
- 1970年（昭和45年） - 現在のCIに変更。これに伴い「C-60/90/120」、および「Popular C-30」の後継となる一般録音用ノーマルポジション（Type I）コンパクトカセットテープ「LOW NOISE（LN）」、および同社初の音楽録音専用ノーマルポジション（Type I）コンパクトカセットテープ「UD」を発売。
- 1971年（昭和46年） - 同社初の音楽録音専用クロムポジション（Type II、後のハイポジション）コンパクトカセットテープ「CHROME DIOXIDE」（後に「CR」に改称）をそれぞれ商品化。
- 1973年（昭和48年） - 高性能マンガン乾電池「塩化亜鉛形乾電池」を商品化。
- 1976年（昭和51年） - 国産として初めてフロッピーディスク「FD－3200S」（8インチ型）を商品化。日本初の酸化銀電池を商品化。
- 1977年（昭和52年）11月1日 - 東京証券取引所・大阪証券取引所市場第2部に上場。
- 1978年（昭和53年） - VHS方式コンシューマー向けビデオカセットテープ「Epitaxial」（エピタキシャル）を商品化。
- 1979年（昭和54年） - 同社初の音楽録音専用メタルポジション（Type IV）コンパクトカセットテープ「MX」を商品化。
- 1980年（昭和55年） - 東京・大阪証券取引所市場第1部に指定。
- 1981年（昭和56年） - コイン形二酸化マンガンリチウム（CR）電池を商品化。
- 1983年（昭和58年） - 日本初のメモリバックアップ用塩化チオニルリチウム電池（ER）を生産開始。
- 1984年（昭和59年） - 12型追記型光ディスクカートリッジを商品化。ICカード、メモリカードを製造。
- 1987年（昭和62年） - DAT用テープを商品化。
- 1989年（平成元年） - BETACAM SP・B-MBQシリーズ発売、放送局むけ業務用テープ市場に本格参入。
- 1991年（平成3年） - 3.5型光磁気ディスク（MO）を商品化。
- 1995年（平成7年） - 書き込み可能なコンパクトディスクCD-Rを商品化。世界初の光変調オーバーライト方式MO（RD-M230）を商品化。
- 1996年（平成8年） - リチウムイオン電池を製造。ニッケル水素電池を商品化。
- 1998年（平成10年） - 世界初のDVD-RAMを商品化。本社機能を東京に移転。
- 1999年（平成11年） - メディア（エンターテインメント）事業への参入とアニメ映画「風を見た少年」の製作を発表。
- 2000年（平成12年）
  - 3月 - メディア事業を新設子会社のマクセル・イーキューブへ移管。レコード会社としてCDリリースを手がける[16]。
  - 7月 - （夏休み期間）「風を見た少年」がブエナビスタ配給・松竹・東急系で公開される。
  - 月日不明 - 世界初のビデオカメラ用DVD-RAM（8cm）を商品化。
- 2002年（平成14年） - 民生用向けオープンリールアナログテープデッキ用オーディオテープの生産を終了。
- 2003年（平成15年）
  - 月日不明 - 東京本社を飯田町のアイガーデンエアに竣工した「日立マクセル東京ビル」へ移転。
  - 月日不明 - マクセル・イーキューブの解散とエンターテインメント事業の撤退を決定。
- 2006年（平成18年） - 世界初のHD DVD-Rを商品化。BD-R、BD-REを商品化。
- 2007年（平成19年） - 日立製作所が、薄型テレビ「Wooo」に着脱可能なHDD「iVDR」搭載機を加えたのに合わせ、160GBと80GBのiVDR「アイヴィ」を発売。世界初のBDビデオカメラ用BD-R、BD-RE（8cm）を商品化。
- 2008年（平成20年） - 本社機能を大阪府茨木市に移転。
- 2009年（平成21年）10月 - 親会社の日立製作所が、完全子会社化を目的として株式公開買い付けを実施し、94.27%の株式を取得。
- 2010年（平成22年）4月 - 日立製作所が、株式交換を実施し完全子会社化。
- 2011年（平成23年）4月 - 日立マクセルエナジーを設立し、同社が電池事業を承継（同社は日立製作所の完全子会社となる）。本社機能を東京都千代田区に移転。
- 2012年（平成24年）
  - 4月 - マクセルファインテック、マクセルスリオンテック、九州日立マクセル、マクセル精器、マクセル商事を吸収合併。
  - 10月 - 日立マクセルエナジーとの経営統合を発表。
- 2013年（平成25年）
  - 1月1日 - 日立マクセルエナジーを吸収合併。
  - 7月 - 日立情映テック（後のマクセルフロンティア）と日立数字映像（中国）有限公司を子会社化
  - 7月25日 - 女子ソフトボール部（1984年創部）の活動終了を発表[17]。
- 2014年（平成26年）3月18日 - 東京証券取引所市場第1部に再上場。日立製作所が親会社でなくなり「その他の関係会社」となる。
- 2015年（平成27年）6月1日 - 本社機能を東京都港区に移転[18]。
- 2016年（平成28年） 
  - 4月 - 京都本社を設置し、東京本社との二本社制に移行[19]。
  - 6月30日 - DDSカートリッジ（磁気テープ）の生産を終了。
  - 11月25日 - 同社のカセットテープ発売開始50年記念として1972年（昭和47年）発売当時のUD（2代目）のカセットハーフ、およびラベル、ケース等の意匠を復刻した『UD デザイン復刻版』が数量限定（全ラインアップ(C10・C46・C60・C90)合計6万巻の限定生産）で発売。ただし、テープの中身（磁性体・ベースフィルム共に韓国製）自体は同社の既存のUR相当のものが使用される。
- 2017年（平成29年） 
  - 3月27日 - 日立製作所が保有株式の一部を譲渡し、「その他の関係会社」でなくなる[20]。
  - 4月25日 - 持株会社移行のための分割準備会社としてマクセル株式会社を設立[21]。
  - 10月1日 - グループ経営統括部門及び不動産管理部門を除く全ての事業をマクセル株式会社に分割承継し、商号をマクセルホールディングス株式会社に変更して持株会社化。あわせて登記上本店所在地を京都本社のある京都府乙訓郡大山崎町に変更[21]。日立マクセル（株）が営んでいた事業（グループ経営統括及び不動産管理を除く）をマクセル（株）に承継。
  - 12月 - 日立製作所が保有株式の一部を譲渡し、主要株主でなくなる[22]。
- 2018年（平成30年）10月1日 - 日本政策投資銀行と共同出資で設立したマクセル特別目的が泉精器製作所（現・マクセルイズミ）の全株式を取得し、泉精器製作所はマクセルホールディングスの連結子会社となる[23][24]。
- 2019年（平成31年）1月8日 - 東洋紡株式会社からクレハエラストマー株式会社株式を取得し、クレハエラストマー（現・マクセルクレハ）を連結子会社化[25]。
- 2020年（令和2年）4月1日 - 子会社のマクセル情映テック株式会社がマクセルシステムテック株式会社を吸収合併し、マクセルフロンティア株式会社へ商号変更[26]
- 2021年（令和3年）10月1日 - 持株会社であるマクセルホールディングス株式会社が主要事業会社（完全子会社）であるマクセル株式会社を吸収合併し、マクセル株式会社へ商号変更[27]

## 主な製品

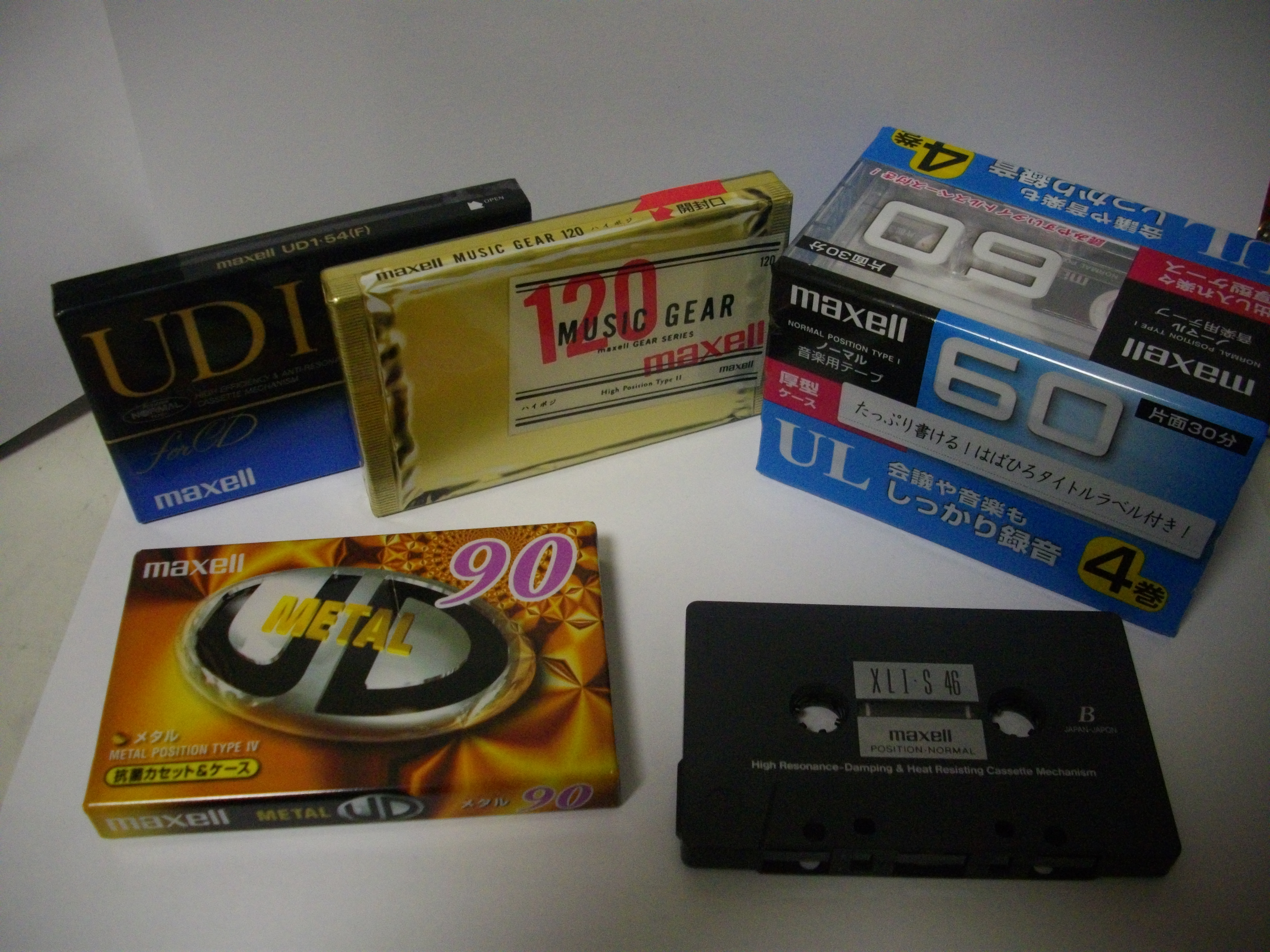
マクセル製のオーディオカセット（ノーマル、ハイポジ（クロム）、メタル）

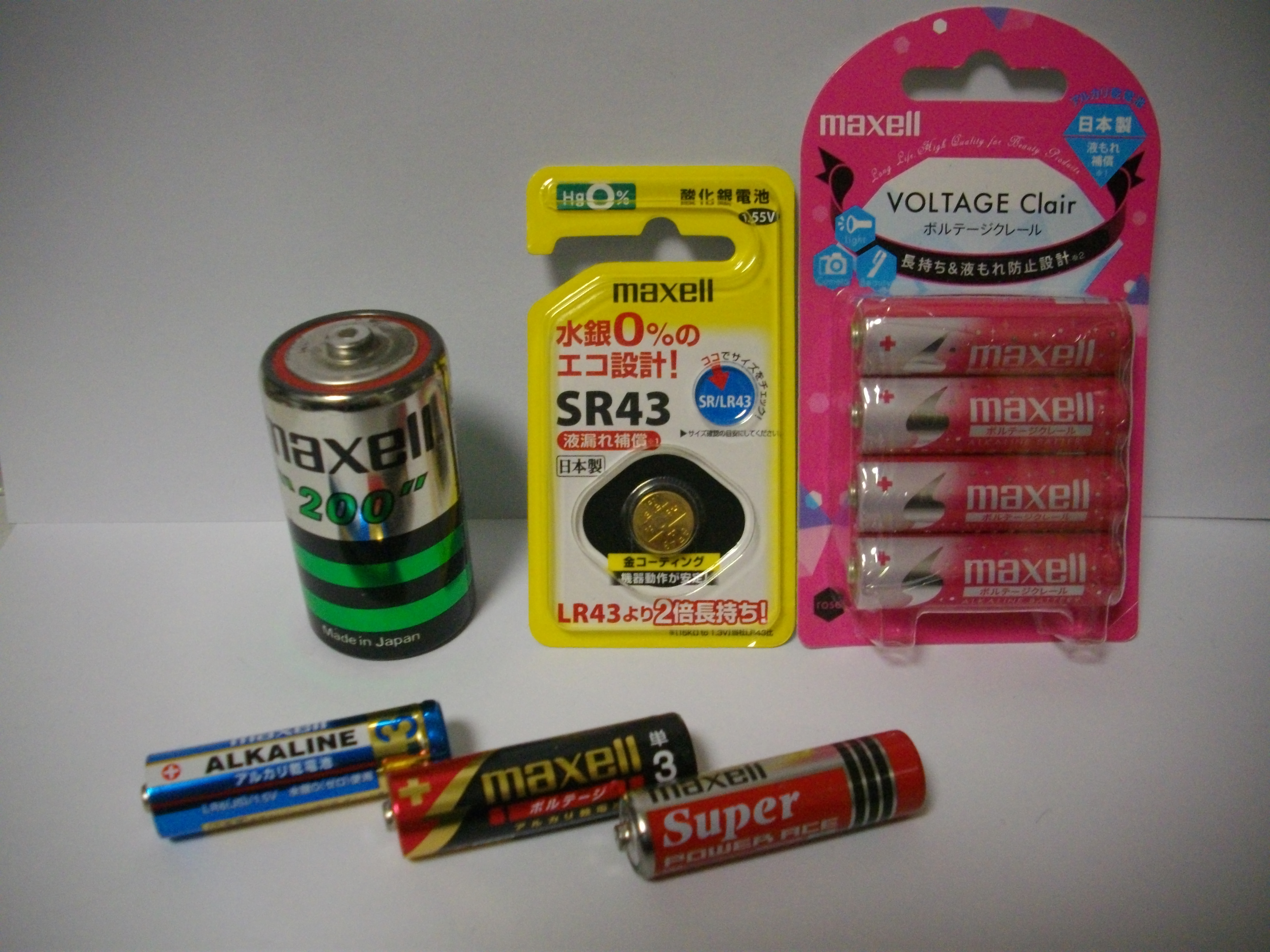
マクセル製の電池

一般の目に触れることはないが、他社へのOEM用として、コンピュータテープ、光学レンズ、磁気カード、ICカードの製造を行っている。
個人向け商品としては、乾電池と磁気テープ（VHS・オーディオカセット「UR」「UL」「CD'sシリーズ」「UDシリーズ」「XLシリーズ」「MX」「Metal-Vertex」等）や追記型DVD（DVD-R・DVD-RAM）などのデータメディアが特に知られている。このうち、VHS等の映像記録用磁気テープメディアやDATやDDS等のデジタルデータ記録用磁気テープメディアからはすでに完全撤退。CD-R/CD-RW、追記型DVD・BD-Rやミニディスク等、光ディスクの自社生産からは撤退しており、台湾メーカなどに生産委託を行ったOEM製品を「Maxell」ブランドで発売している。この他では、日立ブランドのシェーバーやドライヤー等のヘアケア製品、女性向けのフェイスケア製品などの理美容家電がある。
主に日立製作所製の薄型テレビWoooに搭載されるデジタルテレビ放送番組の録画再生機能の記録媒体用途として扱われる、日立製作所が開発したリムーバブルハードディスクメディア「iVDR」の発売元であることでも知られる。ただし、内部のHDDは日立グローバルストレージテクノロジーズ（日立と米IBMのHDD部門を統合）のOEM製品である。
かつては、「XLシリーズ」や「響」、「Metal Vertex」など高級（プレミアム）オーディオカセットテープを数多く発売していて、国内大手メーカーとしては最後までオープンリールテープ（最末期にはEEポジション(コンパクトカセットでいうTYPE-II/CrO2(クロム)/ハイポジション相当)専用ブランクオープンリールテープも製造）も手がけていたが、2000年代に入るとiPodなどに見られる携帯型デジタルオーディオプレーヤーやスマートフォンの台頭等の理由でDAT用テープを含む高級テープやリールテープは販売終了された。

### iVDR対応BDレコーダー「アイヴィブルー」
- 「アイヴィブルー」は日立マクセル自社生産ではなく、全て船井電機よりOEM供給を受ける形で販売されている。2017年8月現在、4Kチューナー内蔵のアイヴィブルーは発売されていない（4K対応の日立ブランド「Wooo」も2017年8月現在はパナソニック「VIERA」OEMの「L65-Z2」と三菱電機「REAL」OEMの「L55/L49-ZP3」のみ）。
- HDMIケーブルは全機種別売り（アナログAVケーブル付属）。アナログAV出力端子も1系統搭載しているので、HDMI端子非搭載の従来型TV受像機（主に2005年以前モデル）とも（アナログAV接続による）組み合わせが可能（新AACS規定施行に伴いアナログAV出力端子を全廃し、TVへの出力はHDMI端子のみとするBDレコーダーが増えている中、「アイヴィブルー」は従来型アナログTV受像機における外付けデジタルチューナーとしても使える貴重な機種）。
- ただし「アイヴィブルー」は全機種（世界共通の著作権保護規格である）AACS「アナログ画質による映像伝送全面禁止」規定が適用されているため、市販BDソフト再生時はアナログ映像端子より映像が出力されない（市販BDソフトはHDMI接続時のみ視聴可。S端子・D端子は非搭載）。またiVDRが外付け記録媒体として機能している（USB-HDDの役目を果たしている）事から、USB端子搭載機種であっても市販USB-HDD接続には全機種非対応（iVDRは対応の他機種で再生する場合でも初期化不要で、本体HDDよりダビングして番組を持ち出し可能。ただしiVDRは専用スロット「iVポケット」へ入れる方式による再生しか出来ずUSBケーブル接続には非対応なので、外付けUSB-HDDと同様の使い方は不可。日立以外の他社製品は全てiVDR非対応）。
- 全機種光デジタル出力端子を搭載しており、ホームシアター及びデジタルコードレスサラウンドヘッドホンなどとの組み合わせが可能。日立のHDMI連動機能「Woooリンク」にも全機種対応しており、日立製薄型テレビ「Wooo」のリモコンで本機の操作も可能。さらに（本機と「Wooo」をHDMI接続して「Woooリンク」を有効に設定した場合に限り）「Wooo」の電子番組表より本機（アイヴィブルー）への録画予約も可能。
- 「アイヴィブルー」のリモコンは日立はじめ国内主要メーカーTV受像機も操作可能。「テレビ」ボタンを押せばTV操作モードへと切り替わり、数字ボタンを押してのTV受像機側チャンネル直接選局&3桁入力選局も可能（ただし複数のコードを設けているメーカーもあり、その場合はメーカー設定の際に操作可能な側のコードを選ぶ。工場出荷時は日立製テレビが操作可能な「日立1」に設定されており、電池を抜いたまま長時間放置するとメーカー設定は初期の「日立1」にリセットされる。メーカー・機種・年式によっては「アイヴィブルー」リモコンによるTV受像機操作が出来なかったり、一部ボタンが動作しない場合あり）。
- 全機種アナログAV入力端子を1系統搭載しているので、ビデオデッキなど従来型アナログ再生機器からも本体HDD・iVDR・BD/DVDへのダビングが可能（ただしS映像入力端子は非搭載のため、S-VHS・W-VHS・D-VHS各方式の高級ビデオデッキを繋いだ場合でもVHSデッキ同様の標準画質によるダビングとなる）。SDカードスロット（SDXC対応）も搭載しているが、ワンセグ&フルセグ画質による（SDカードへの）番組持ち出し・SDオーディオ録再（音楽CDからHDD及びSDへの録音）には全機種非対応。さらにヘッドホン端子も全機種非搭載のため、ヘッドホンはTV受像機やアンプなどを介して繋ぐ形となる。
- かつての親会社「日立製作所」は既にBD/DVDレコーダー自社生産より撤退。その後に行われていた「パナソニックから日立コンシューマーマーケティングリビングサプライ社（当時“日立リビングサプライ”）へのBD/DVDレコーダー（DIGAのOEM品）供給」は（DVL-BRT12を最後に）2012年限りで終了。のちに日立マクセルは（再上場に伴い）日立製作所の子会社から関連会社に変わったため、本体・リモコン・取扱説明書へのメーカーロゴ表記は（旧来の「HITACHI」から）「maxell」に変わっている。なお日立「Wooo」カタログと日立特選品カタログ「ふぁみーゆ」にも「アイヴィブルー」とiVDRを掲載（BDプレーヤーはオンキヨー&パイオニアのPioneerブランドの製品を掲載）。
- 本機は公式発表上は「量販店兼用モデル」として発売されているが、実際「アイヴィブルー」を販売する量販店&ネット通販サイトはごく一部のみで、（「Wooo」と共に）日立チェーンストールでの販売が中心となっている（「アイヴィブルー」はもともと発売機種=ラインナップ及び生産台数が少ないため、多くの日立チェーンストールでは「Woooリンク」と同一規格のHDMI連動機能「ビエラリンク」を採用したパナソニック「DIGA」も併売）。

#### 現行モデル（在庫品限り）
BIV-TW1100
TW1000の後継機。トリプルチューナー搭載。前作1000シリーズに無かった「新番組自動録画」機能を初搭載。iVポケットを2系統搭載し、片方で録画中にもう片方で録画した番組を再生可能。
BIV-WS1100
WS1000の後継機。ダブルチューナー搭載。主要機能はWS1100と共通。
上述機種がマクセル製BDレコーダー最終機種となり、本機を以てマクセルはBDレコーダー生産より撤退。これに伴い日立コンシューマーマーケティングリビングサプライ社は2017年8月、日立チェーンストールのみで販売する「Wooo」ブランドBDレコーダー「DVL-BRT20」を発売している（パナソニックディーガ2016年秋冬モデル「DMR-BRW1020」のOEMで、2012年モデル「DVL-BRT12」以来5年ぶりの再発売。アナログAV出力端子と光デジタル出力端子は廃止され、TV受像機及びシアターとは別売りHDMIケーブルでしか繋げない。アナログAV入力端子は1系統搭載）。

#### 生産終了モデル
- 本体HDDは1TB（WS500のみ500GB）。BIV-TW1000のみ4Kアップコンバート出力対応（ただしホームシアターと組み合わせる場合はシアターが4K映像パススルー対応である場合とそうでない場合とで接続方法が異なり、4K非対応シアターと組み合わせる場合はシアターを間へ挟まずに「アイヴィブルー」と4K対応TVを直接繋ぎ、シアターは別系統で独立接続する）。

BIV-TW1000
本体トリプルチューナー搭載、スカパー!プレミアムサービスと合わせて4番組同時録画対応。4Kアップコンバート出力対応。iVポケットを2系統搭載しており（二つのiVDRへ同時録画、一方で録画中にもう一方のiVポケットでiVDRの再生など）多彩な使い方が可能。無線LAN内蔵。
BIV-WS1000
本体Wチューナー搭載、スカパー!プレミアムサービスと合わせて3番組同時録画対応。ただし無線LANは非搭載（有線LAN接続のみ）でiVポケットは1系統のみ。HDMI端子も4K非対応。
BIV-WS500
本体HDDは500GB、Wチューナー搭載。その他仕様はWS1000と共通。
BIV-R1021
BIV-R521
- 本体HDDは500GB。Wチューナー搭載でスカパー!プレミアムサービスと合わせて3番組同時録画対応（但し4Kには非対応）。無線LANは非搭載（有線LAN接続のみ）でiVポケットは1系統のみ。

## 広告宣伝関係
各種記録媒体、電池においてライバルとなるソニーグループのソニー・ミュージックエンタテインメント（のちに同子会社のソニー・ミュージックレーベルズ、およびソニー・ミュージックダイレクトへ移管）からリリースされるタイトルを多用している（ただし、末期にはavexからリリースされるタイトルが中心）。
- maxell エピタキシャル ビデオカセット・キャンペーンソング
  - 山口百恵『秋桜 〜コスモス〜』（1982年）
  - 松原みき『Paradise Beach（ソフィーのテーマ）』（1983年）
- maxell ビデオカセット HiFi GOLD・キャンペーンソング
  - CASIOPEA『THE SOUNDGRAPHY』（1984年）
- maxell カセット UDシリーズ・キャンペーンソング
  - 山下達郎『RIDE ON TIME』（1980年）
  - 大貫妙子『黒のクレール』, 吉田美奈子『BLACK EYE LADY』, RAJIE『BLACK MOON』（1981年）
  - THE MODS『激しい雨が』（1983年）
  - ワム!『ウキウキ・ウェイク・ミー・アップ』（1984年）
  - ワム!『FREEDOM』（1985年）
  - 久保田利伸『Dance If You Want It』,『High Roller』 (1988年 - 1989年)
  - TM NETWORK『THE POINT OF LOVERS' NIGHT』（1990年）
  - TMN『TIME TO COUNT DOWN』（1990年）
  - 安室奈美恵『a walk in the park』（1996年）
- maxell カセット XLシリーズ・キャンペーンソング
  - THE SQUARE『CHANGE YOUR MIND』（1982年）
  - 村田和人『一本の音楽』（1983年）
  - ワム!『BAD BOYS』（1983年）
  - 渡辺美里『虹をみたかい』（1989年）
- maxell カセット CD-XL
  - 山下達郎『Magic Touch』（1993年）
- maxell カセット UR-Fシリーズ・ラジオCM
  - 大江千里（1985年）
- maxell MDシリーズ
  - 安室奈美恵『CAN YOU CELEBRATE?』（1997年）
- maxell MD pureシリーズ
  - 相川七瀬『Nostalgia』（1998年）
  - MISIA『忘れない日々』（1999年）
- 米村でんじろう 超長持ち乾電池ボルテージイメージキャラクター（2008年 - 2009年）広告・ポスターのみ。CM展開はしていない。